# Bismarck-Denkmal (Elberfeld)

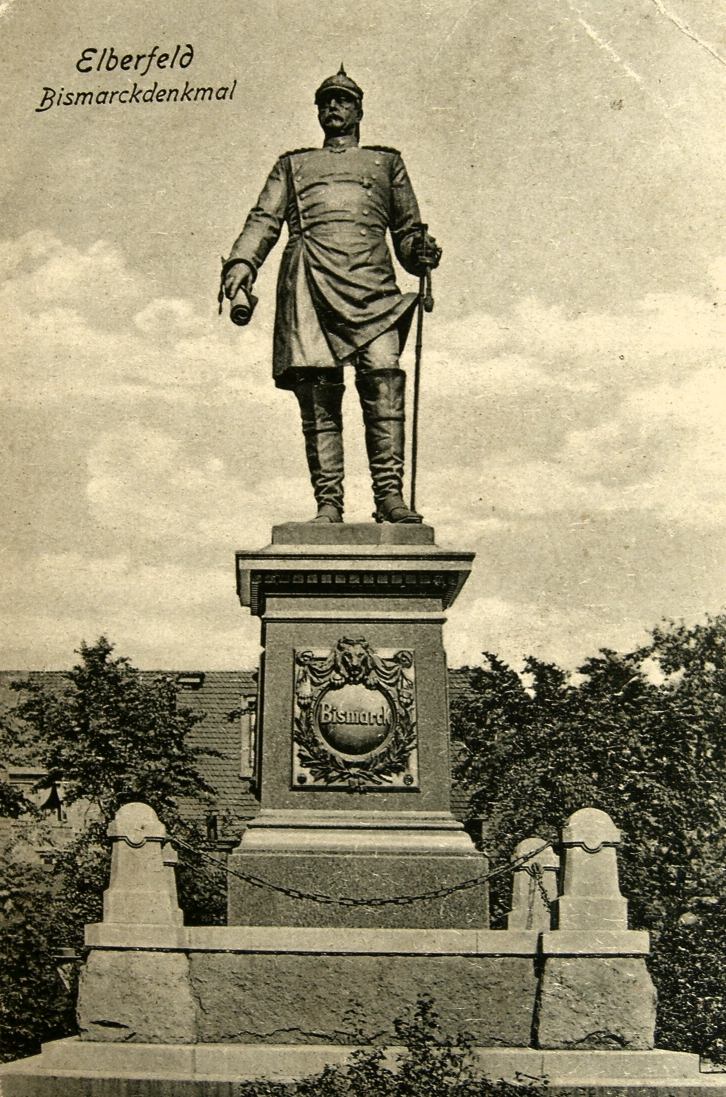
Zeitgenössische Ansichtskarte des Bismarck-Denkmals

Das Bismarck-Denkmal in der damals selbstständigen Stadt Elberfeld (heute Stadtteil von Wuppertal) wurde 1898 eingeweiht und ist nicht erhalten.
Die Spendenbereitschaft für ein Bismarckdenkmal war in der Elberfelder Bevölkerung so groß, dass nach einem öffentlichen Aufruf im Februar 1895 innerhalb weniger Wochen mehr als 60.000 Mark gesammelt wurden. Otto von Bismarck hatte 1867 für den Wahlkreis Barmen-Elberfeld als Vertreter der Konservativen für den Norddeutschen Reichstag kandidiert. Er wurde im Februar 1867 in zwei Wahlgängen mit 37,4 % und 59,3 % aller Stimmen gewählt. Da die Stimmenmehrheit aber erst bei der Stichwahl erzielt worden war, lehnte Bismarck dieses Mandat ab und entschied sich für seinen angestammten Wahlkreis Jerichow, Kreis Magdeburg. In diesem Wahlkreis hatte er im ersten Wahldurchgang die absolute Mehrheit errungen.
Das Bürgertum in Elberfeld hatte ihm nach drei Jahrzehnten offensichtlich verziehen. Am 11. März 1895 wurde Otto von Bismarck in geheimer Sitzung der Stadtverordneten die Ehrenbürgerwürde der Stadt Elberfeld verliehen. Dieser Beschluss wurde mit 19 gegen 11 Stimmen gefasst, sieben Gegenstimmen kamen aus den Reihen der Freisinnigen und vier Stimmen aus der Zentrumspartei.
Am 1. April 1895, dem 80. Geburtstag des Reichsgründers Bismarck, veröffentlichte das Denkmalkomitee die endgültige Entscheidung zur Errichtung des Denkmals. In einer Grußadresse, die eine kalligrafische Meisterleistung gewesen sein soll, gab man dem Fürsten die Errichtung eines Denkmals zu seinen Ehren bekannt. Aus einem folgenden beschränkten Wettbewerb unter acht Künstlern ging der Entwurf des Berliner Bildhauers Ludwig Brunow siegreich hervor. Gelobt wurden insbesondere die überzeugendste Porträtwahrheit und die unübertrefflich geglückte, lebendigsprechende Bewegung des rechten Armes mit der Reichsgründungsurkunde, die der Gestalt eine innere Beseelung geben. Brunow legte in seinem Standbild Bismarcks Wert auf eine imperiale Geste; der Zeigefinger der rechten Hand, die die Reichsgründungsurkunde hält, ist demonstrativ auf den vorderen Teil gelegt. Die 3,50 Meter hohe Bronzefigur wurde im November 1897 in der renommierten Gießerei Schäffer & Walcker in Berlin gegossen. Die Figur stand auf einen Postament aus rotem poliertem Granit, den die Berliner Steinmetzwerkstatt Kessel & Röhl geliefert hatte. An den Seitenflächen des Postaments war an jeder Seite eine Bronzetafel angebracht. Auf der rechten und der linken standen Bismarcks Worte:

„Wir Deutsche fürchten Gott, aber sonst nichts in der Welt“

„Ich habe mein Leben der Einheit, Unabhängigkeit und Freiheit Deutschlands gewidmet“

Die vordere Bronzetafel war mit „Bismarck“ beschriftet und die rückwärtige Tafel enthielt das Bismarck’sche Wappen. Die Gesamthöhe des Denkmals betrug 6,80 Meter. Es war damit das bis dahin größte Bismarckdenkmal.
Errichtet wurde das Denkmal an der Straßenecke Mäuerchen / Schlossbleiche, unmittelbar am Wupperufer in der Elberfelder Innenstadt (51° 15′ 21,3″ N, 7° 8′ 40,7″ O). Im Jahre 1909 wurde hinter dem Denkmal das repräsentative Gebäude der Sparkasse erbaut. Verbunden damit war auch eine Veränderung des Sockels, indem die Seitenpfeiler mit den Eisenketten entfernt wurden.
Das Denkmal wurde am 31. März 1898, am Tage vor Bismarcks 83. Geburtstag, um 11 Uhr eingeweiht. Bei der Feierlichkeit fanden sich zahlreiche Menschen ein, es waren rund 3000 Plätze für Spender des Denkmals auf einer 1050 m² großen Fläche reserviert. Für diese Gäste wurden vorher Platzkarten ausgegeben.
Welchen öffentlichen Stellenwert man diesem Denkmal beimaß, gibt der historische Bericht wieder:

„So wird dieses Denkmal, das hervorragendste und größte unter den zahlreichen Standbildern, welche das deutsche Volk dem Fürsten Bismarck bisher errichtete, die ehrfurchtsgebietende und theure Gestalt des Mannes, der zu unsrer Aller Heil so Großes und Herrliches geschaffen hat, in künstlerisch vollendetem Bilde dem Beschauer vor Augen stellen. Uns, unseren Kindern und Kindeskindern soll es immer wieder zum Bewußtsein bringen, daß wir, nächst unserem heißgeliebten, unvergeßlichen großen Kaiser Wilhelm dem Ersten, dem Fürsten Bismarck die Wiederherstellung des Deutschen Reiches verdanken. Noch in fernster Zeit soll der Anblick des Mannes, der sein ganzes Leben hindurch gerungen hat für die deutsche Macht und Größe, mahnen zur Hingebung an das Vaterland, zum treuen Festhalten an Kaiser und Reich.“

Bismarck selbst bedankte sich höflich aus dem fernen Friedrichsruh in einem Telegramm für die Ehrung. Wie auch Kaiser Wilhelm I. war es ihm allerdings unangenehm, schon zu Lebzeiten mit Denkmälern geehrt zu werden, im Gegensatz zum Kaiser konnte er sich jedoch nicht dagegen wehren.
Das Denkmal wurde 1943 im Zweiten Weltkrieg zerstört (nach anderen Quellen für Rüstungszwecke eingeschmolzen). Auf dem ehemaligen Standort wurde in den 1980er Jahren das City-Center errichtet.